# Hévíz
Hévíz je zdraviliško mesto v županiji Zala na Madžarskem, približno 8 km od Blatenskega Kostela / Keszthelyja. ter v bližini Blatnega jezera (Balaton).

## Opis jezera
Mesto se nahaja v bližini jezera Hévíz, drugega največjega termalnega jezera na svetu, a biološko največjega aktivnega naravnega jezera. Na njegovo temperaturo vpliva kombinacija tople in hladne izvirske vode, ki prihaja iz globine 38 metrov pod zemljo. Voda priteka iz izvirske jame s približno 410 litri na sekundo in s temperaturo 40 °C. Na biološko stabilnost jezera kaže temperatura vode, ki se že leta  ne spreminja in tudi v najhladnejših zimskih dneh ne pade pod 24 °C. To omogoča kopanje v jezeru skozi vse leto. Poleti lahko temperatura vode doseže 37 °C.

## Zgodovina
Zdravilne lastnosti jezera so ljudje, ki so tu živeli, dobro poznali že stoletja, vse od konca kamene dobe. Temelj kopalne kulture so postavili Rimljani v 2. stoletju. Mesto in kopališče sta se začela močno razvijati v 18. stoletju, v povezavi z rodbino Festetičev, ki je začela z znanstvenimi raziskavami o uporabi vode za zdravljenje.

## Znamenitosti mesta
Mesto za obiskovalce poleg zdravilne vode jezera nudi številne zanimivosti, hotele, parke, zabavo in priložnosti za športne aktivnosti. 
- Dr. Schulhof Vilmos Promenada
- cona za pešce
- Stavba mestne hiše
- Cerkev iz arpadske dobe
- Cerkev Srca Jezusovega
- Katoliška cerkev Svetega Duha
- Kalvinistična cerkev
- Art Cinema
- Lokalne zbirke - muzej
- Kavarne
- Vinske kleti Egregy
- Muzej Egregy
- Grobnica rimskega vojaka
- Rimski ruševinski vrt
- Kmečka tržnica v Hévízu